# Montserrat Aguadé i Porres
Montserrat Aguadé i Porres (Barcelona, 28 de maig de 1949) és catedràtica emèrita de genètica a la Universitat de Barcelona, i membre numerària de l'Institut d'Estudis Catalans.
Montserrat Aguadé ha publicat prop d'un centenar d'articles científics en les revistes més presitigioses en el camp de les ciències experimentals com Nature, Proceedings of the National Academy of Science (PNAS), Genetics i Genome Research, entre d'altres, i és internacionalment reconeguda per la seva recerca en el camp de l'evolució i la genètica de poblacions.
Entre altres reconeixements, Montserrat Aguadé ha rebut la Distinció de la Generalitat de Catalunya per a la Promoció de la Recerca Universitària, el Premi Nacional de Genètica, i la Medalla d'Or al Mèrit Científic de l'Ajuntament de Barcelona.
Al llarg de la seva carrera Montserrat Aguadé ha estat presidenta de la Society for Molecular Biology and Evolution i de la Societat Espanyola de Genètica, tresorera de la Societat Catalana de Biologia, editora de diverses revistes científiques internacionals com Genetics i Heredity, i ha format part de diverses comissions nacionals i internacionals d'avaluació científica.